# Aeaea venatrix
Aeaea venatrix är en fjärilsart som beskrevs av Hodges 1964. Aeaea venatrix ingår i släktet Aeaea och familjen fransmalar. Inga underarter finns listade i Catalogue of Life.